# M36 Jackson
Az M36 harckocsi-romboló jármű volt, amelyet az USA hadereje használt a  2. világháborúban. Eredeti nevén 90 mm Gun Motor Carriage, M36, melyet az európai hadszíntérre fejlesztettek ki. Bár a szakirodalomban sokszor Jackson néven említik, a háborúban a többi harckocsi-rombolóhoz hasonlóan csak "TD" néven említették, és csak az utókor ragasztotta rá a becenevet.

## Kialakítása
Szemben a német és angol eljárásokkal, az USA hadereje az ún. tank-romboló eljárásban (Tank destroyer doctrine) látta a megoldást a korszerű, mozgékony háborúk megvívására. Eszerint a közepes harckocsik (M3, M4) feladata a gyalogság támogatása és az ellenség védelmi létesítményeinek (géppuskafészkek, bunkerek, beásott gyalogság, stb.) támadása volt. Ezért harckocsijaik a németeknél sokkal "tarackosabb" rövid-csövű, kevésbé a páncéltörésre optimalizált lövegekkel voltak ellátva és vékonyabb főpáncéllal bírtak, cserében tömegben lehetett őket gyártani. A harckocsik leküzdése az önálló harckocsiromboló zászlóaljak feladata volt, melyben speciális, a harckocsik leküzdésére tervezett járművek szolgáltak, sajátosan erre képzett legénységgel. E zászlóaljakban minden század saját felderítő egységekkel bírt, amelyek a kettesével párba osztott tankrombolókat irányították, amelyek így meglepetésszerűen tudtak lecsapni az ellenséges tankokra és el tudtak szakadni, mire az ellenség válaszolhatott volna. A cél az volt, hogy az ellenséges páncélosokat lehetőleg oldalról tudják támadni, ezért szemből csak APDS lőszerrel vehették fel a harcot a német (és koreában a nehéz szovjet) harckocsikkal.Tehát téves az a felfogás amely a Sherman harckocsit hátrányos képességű járműnek tartja a páncélvastagság és a páncéltörő-képesség terén, hisz feladatát tekintve inkább a Pz IV ausf.F1, Pz III ausf.N és a StuG III, illetve a Churchill harckocsik feladatkörét látta el terv szerint. Míg a páncéltörés az M10, M18 és M36 feladata volt.
E módszertan azért is volt fontos, mert a tévhitekkel ellentétben még az olyan nehéz vontatott páncéltörő lövegek, mint a 90 mm M2, 8,8 cm Pak 43 vagy az Ordnance QF 17-fontos nem voltak hatásosak, mert nehezen lehetett őket mozgatni, tűzkészültségbe helyezni, így gyakran az ellenség néhány lövés leadása után egyszerűen aknavetőkkel kilőtték őket, és vontatójukat. Ezzel szemben az önjáró, mobilis (M18, Marder III) és a tankoknál lehetőleg kisebb méretű harcjárművek (StuG, Kanonenjagdpanzer) igen hatékonynak bizonyultak.  Ez az "üss és fuss" taktika a tankoktól eltérő kialakítású járműveket igényelt. Nagyobb mozgékonysággal, jó megfigyelőképességgel és jobb páncéltörő ágyúkkal. Ezért jellemzőjük a nyitott torony (megfigyelés), a gyenge géppuskafegyverzet (nem támadott gyalogságra) és a nagyobb sebesség, cserében vékonyabb páncélzat.
Az M36 elsősorban az M10A1 alvázának és felépítményének felhasználásával jött létre, új toronnyal és az új, 90 mm-es M3 harckocsiágyúval. Az eredeti alváz az M4A3 Sherman alváza és VVSS futóműve, melyre döntött páncéllemezeket hegesztettek fel. Fejlesztését 1943 első felében kezdték el, azonban a szabványosítás és a gyártás megkezdése 1944 tavaszáig elhúzódott. Az első sorozatok csak 1944 szeptemberében kerültek ki Európába, ahol a háború végéig részlegesen leváltotta az M10-eseket. Harctéri alkalmazása 1944 októberétől kezdődik.

## Harci alkalmazása
A bevetések során igazolódott a fejlesztői elképzelés: az M4 Sherman mozgékonyságát megtartva – hiszen tömege érdemben nem nőtt az M4A3-hoz képest – nagy teljesítményű harckocsiágyújával egyenértékű, vagy jobb teljesítményt nyújtott a német nehézharckocsikkal és rohamlövegekkel szemben. 1944. év végére hét harckocsiromboló osztályt szereltek fel ezzel a típussal. A háború után nem vonták ki a szolgálatból, még a koreai háborúban is bevetették, ahol az összes szovjet harckocsitípussal szemben eredményesen vetették be. Egy részüket otthagyták Dél-Korea részére a Military Assistance Program keretében. Pakisztáni részről bevetették az 1965-ös indiai–pakisztáni háborúban is. Átmotorizált példányait a jugoszláv haderő is rendszerben tartotta az 1990-es évek elejéig. Két utolsó példányát a tajvani hadsereg 2001-ben vonta ki hadrendjéből.

## Változatok
A gyártás felfutása során az M10A1 alvázak fogyása miatt újabb változatok kialakítása vált szükségessé, ezért három változatát gyártották: az eredeti M36-ot, amely az összes M10A1 változat átépítésével jött létre (1413 darab; az M10A1 a benzinmotor meghajtású M4A3-ból lett kifejlesztve). Ezzel egy időben, szükségmegoldásként, az M36 tornyával felszerelt, szintén M4A3 Sherman-változatok átépítése az M36B1 típusjelzést kapta (összesen 187 darab). A két változatot – M36 és M36B1 – azonos motor hajtotta. Az M36B1 változatot 1944. október és december között gyártották le. Valamint az M36B2-t, amely az M36 tornyával felszerelt eredeti M10-ek típusjelzése lett. Ez utóbbiak a dízelmotor meghajtású M4A2-kből lettek kifejlesztve (a 4993 darab M10-ből 724 darab lett erre átépítve). Összesen 2324 darabot gyártott le ezekből a változatokból négy amerikai gyár, a szakaszos termelés nyolc hónapja alatt.

## Fordítás
- Ez a szócikk részben vagy egészben  a   M36 tank destroyer című angol Wikipédia-szócikk ezen változatának fordításán alapul.  Az eredeti cikk szerkesztőit annak laptörténete sorolja fel. Ez a jelzés csupán a megfogalmazás eredetét és a szerzői jogokat jelzi, nem szolgál a cikkben szereplő információk forrásmegjelöléseként.